# مارسيل كويتشي
مارسيل كويتشي (مواليد 1992 في باميكا في المنطقة الغربية من الكاميرون) هي ممثلة ومخرجة ومنتجة أفلام كاميرونية. اشتهرت بعد مشاركتها في تأليف وتجسيد وإخراج سلسلة الويب «باكين» رفقة مواطنتها موريل بلانش.

## مسيرتها

### حياتها
ولدت مارسيل لأب كان مهندس بناء وأم ممرضة. كانت ثاني طفلة لخمسة إخوة. أكملت مارسيل دراساتها الأكاديمية في مسقط رأسها في مدينة ياوندي حيث حصلت على شهادة جامعية في علوم الكمبيوتر. لكن شغفها كان يتجلى في تقديم العروض، فكانت تسلي زملائها في الفصل الدراسي بعروضها.
في عام 2018، أنجبت مارسيل إبنتها الأولى.

### المسيرة المهنية
بدأت خطواتها الأولى في السينما عام 2015. قبل أن تعبد لها طريق الشهرة في يوليو 2017، بعد قامت قامت بتأليف وإخراج وإنتاج وتجسيد سلسلة الويب «باكين» رفقة مواطنتها موريل بلانش والتي تدور أحداثه حول بوبي فتاة حسود تقترض الملابس من صديقتها مانديفوا لتبدو جميلة في إطار شعبي كوميدي، تم نشر الحلقة التجريبية للسلسلة على اليوتيوب قبل أن تحصل الممثلثان على عقد بث مع قناة فوكس أفريكا.
في عام 2021، أطلقت مارسيل مجموعة من المشاريع منها تطبيق بوبس (POOPS) للهاتف المحمول لبث الفيديوهات ومشاهدة المسلسلات والأفلام الكاميرونية. إلى جانب افتتاحها دار الإنتاج السينمائي "Mc Prod" في 30 مارس في المدينة الإقتصادية دوالا.

## أعمالها

### أفلام
- «ألين» - Aline
- «الحب الطائش» - Irrational Love

### مسلسلات
- «مصير لا رجعة فيه» - Destin irréversible
- «مقبرة الأسرار» - La tombe des secrets
- «المدرسة في الدخان» - L’école en fumée
- «بنات الساعة» - Les filles d’heure
- «سر محرم» - Secret Tabou
- «باكين»
- «سونتشي» - Sontche
- «الفتاة» - La fille
- «الزوجة الجديدة» - La nouvelle épouse

## الجوائز والترشيحات
- 2020: الترشيح لفئة أفضل ممثلة كوميدية في «جوائز رؤية الجمهور».[12]